# Vajk Éva
Vajk Éva (Budapest, 1949. április 29.) textilművész, textilrestaurátor

## Tanulmányai
A Képző- és Iparművészeti Gimnázium textil tagozatán érettségizett, szőnyegszövő és -javító szakképesítést szerzett. 1967 és 1972 között a Magyar Iparművészeti Főiskola textil szakán kötöttáru-anyag- és formatervezést tanult és 1972-ben szerzett diplomát.

## Pályafutása, munkássága
Tanulmányai befejeztével első munkahelye, 1972 és 1975 között a Habselyem Kötöttárugyár volt, ahol lánchurkolt kelmékből ruhatervezéssel, házi divatbemutatók szervezésével és lebonyolításával, a gyár kiállításainak rendezésével (a Budapesti Nemzetközi Vásárokon való megjelenéssel) foglalkozott. A vállalat kiküldetésében több külföldi tanulmányúton vett részt.
1975-ben munkahelyet változtatott és 1983-ig Kiskunhalason, a Halasi Kötöttárugyárban dolgozott, ahol sík- és körkötött kelme- és ruhatervezéssel foglalkozott, és emellett itt is feladata volt divatbemutatók, szakmai kiállítások rendezése.
Ezt követően, 1991–1995 között a Magyar Divat Intézetben végzett munkája keretében ruhaipari vállalatok számára eseti modelltervezéseket végzett.
Az 1994–1996 években a Magyar Nemzeti Múzeum főrestaurátora volt, az 1996-os millecentenáriumi történeti kiállítás restaurálási és kiállításrendezési munkálataiban vett részt, itt liturgikus, néprajzi textíliák, viseleti darabok, egyenruhák és történelmi zászlók restaurálását is végezte.
1999–2001 között a Magyar Millennium Kormánybiztos Hivatalában a millenniumi emlékzászló gyártási szakértője volt.
2001-ben a Textil- és Textilruházati Ipartörténeti Múzeum (Textilmúzeum) igazgatója lett, itt tíz éven át tartó gyűjteményi, állományvédelmi, kiállításrendezési, és műemlékvédelmi tevékenységet látott el. Egyúttal 2003–2004-ben Budapesten a Vörösmarty téri Goldberger–palota újkori történetének épületkutatását végezte, 2007-től a Kulturális Örökségvédelmi Hivatal külső szakértőjeként a veszélyeztetett egyházi műtárgyak állapotfelmérésével, restaurátori szakvélemények készítésével foglalkozott.
1994–2001 között a gróf Majláth Gusztáv Károly erdélyi püspök nevéhez fűződő főpapi díszruhát restaurálta a budapesti Egyetemi templom megbízásából. Erről a munkájáról könyvet is írt (Majláth ornátus, Budapest, 2002).
Munkáját, tevékenységét több díjjal, kitüntetéssel ismerték el. A Pulszky Társaság – Magyar Múzeumi Egyesület 2003-ban az Év Múzeuma díjjal tüntette ki textilmúzeumi tevékenységéért. 2004-ben Goldberger emlékéremben részesült. 2011-ben a Hungaria Nostra Szövetségtől Podmaniczky-díjat kapott a múzeum látogathatóságának és változatos programjainak fenntartásáért végzett munkájáért.
Több társadalmi szervezet: a Magyar Restaurátorok Egyesülete, a Magyar Alkotóművészek Országos Egyesülete, a Magyar Képző- és Iparművészek Szövetsége, a Textilipari Műszaki és Tudományos Egyesület tagja.
Több kiállításon vett részt, így 1975-ben a II. Textilművészeti Biennálén (Savaria Múzeum, Szombathely), 1977-ben a Fiatal Iparművészek Stúdiójában (Budapest), 1980-ban a Velemi Textilművészeti Alkotóműhely kiállításán (Velem).
Számos cikke jelent meg a Magyar Iparművészet c. folyóiratban és a Textil- és Textilruházati Ipartörténeti Múzeum évkönyveiben.